# Fritz Körner (Dichter)
Friedrich Leberecht „Fritz“ Körner (* 28. April 1873 in Waschleithe; † 15. Juli 1930 in Beierfeld) war ein deutscher Kaufmann und Mundartdichter des sächsischen Erzgebirges.

## Leben
Körner war der Sohn eines Bergmanns. Nach dem Besuch der Volksschule in seinem Geburtsort wurde er Bürolehrling in Grünhain. Später erlernte er einen kaufmännischen Beruf, wurde Prokurist und war zuletzt als Selbstständiger tätig. Bereits frühzeitig schrieb er ernste und heitere Geschichten in erzgebirgischer Mundart, in denen er versuchte, das Typische dieser Landschaft und deren Bewohner darzustellen. Er schöpfte dabei stets aus seiner unmittelbar selbst erlebten Umwelt. 
Ungeschönt prangerte er dabei auch Missstände an, was dazu führte, dass sich seine Werke, obwohl sie von tiefer Liebe zu seiner Erzgebirgsheimat gekennzeichnet sind, im Gegensatz zu anderen Mundartdichtern, die oft in Plattheiten des Alltags abglitten, nur schwer allgemein durchsetzen konnten.

## Werke
- 1904: Dos neue Kirchenkascheedl (Schwank)
- 1906: Habutten
- 1922: Getzen un Beer
- 1924: Zschilp zschalp, Dresden-Wachwitz 1924 (= Gedichte und Geschichten in erzgebirgischer Mundart, 38)
- 1928: Rute Hanne
- 1927: Kirschen, lustige Geschichten in erzgebirgischer Mundart, Erstaufl.
- 1927: Härzdruckerle, lustige Geschichten in erzgebirgischer Mundart, Erstaufl.
- 1929: Quarkkließ
- 1929: Haselbummele
- 1930: Nebegadnezar (letzte Erzählung)

## Würdigung
Im Februar 1930 veröffentlichte die Schriftleitung des Erzgebirgsvereins folgenden Aufruf: 
Fritz Körner ist in Not. Dieser Mann, der sich hinsetzte, um ein Stück der Schrift [St. Lucas] erzgebirgisch zu dolmetschen, d. h. ein Stück Herzblut dreinzumischen, ist darauf angewiesen, seinen Unterhalt aus seinen im Selbstverlag erschienenen Schriften zu gewinnen. Es ist sein Alterswerk. Aber er will keine Almosen. Wir bitten alle, kauft ihm eines seiner Heftchen ab!
Körner bedankte sich einen Monat vor seinem Tod: Wenn sie [die durch den Verkauf seiner Hefte eingenommenen 200 Mark] auch nicht ausreichen, meine Druckerschulden zu bezahlen, so haben sie mir doch das Leben sehr erleichtert.